# Konstitutiv
Das Adjektiv konstitutiv (aus lateinisch constitutus, „grundlegend“, „tragend“, „begründend“) beschreibt allgemein eine Voraussetzung, eine Eigenschaft oder ein Merkmal, welche für die Definition, das Erscheinungsbild oder den Erfolg einer Person oder einer Sache maßgeblich sind und deshalb nicht fortgelassen werden kann.
Konstitutiv wird vor allem als Konstitutivwirkung im Recht, als konstitutive Gleichung in der Mathematik, als Materialmodell in der Werkstoffkunde oder als konstitutive Entscheidung in der Betriebswirtschaftslehre verwendet.

## Recht
Die konstitutive Wirkung eines Rechtsaktes hat zur Folge, dass ein Recht oder Rechtsverhältnis begründet, aufgehoben oder gestaltet wird. Im Handelsrecht beispielsweise unterscheidet das Handelsregister zwischen konstitutiven und deklaratorischen Eintragungen. Konstitutiv bedeutet hier rechtserzeugend oder rechtsbegründend, weswegen die Rechtswirkung erst durch die Eintragung eintritt. So ist bei Unternehmensgründung eine Gesellschaft bereits durch den Gesellschaftsvertrag deklaratorisch (rechtsbezeugend, rechtserklärend) entstanden, konstitutiv jedoch erst durch ihre spätere Eintragung im Handelsregister. Im Eherecht wird die Ehescheidung gemäß § 1564 BGB erst mit dem Urteil rechtswirksam (konstitutive Wirkung), auch wenn vorher bereits ein Getrenntleben stattgefunden hat.
Ein konstitutives Schuldanerkenntnis ist ein Vertrag, der ein neues Schuldverhältnis schafft, das unabhängig von einer bisherigen Verpflichtung erfüllungshalber neben die bisherige Verpflichtung tritt.
Das Gegenteil von konstitutiv ist deklaratorisch. Hier wird ein bereits bestehendes Recht oder Rechtsverhältnis nur festgestellt, bezeugt oder klargestellt.
Das Adjektiv für die die Verfassung betreffenden Rechtsfragen heißt konstitutionell, so etwa bei nachkonstitutionellen Gesetzen, für die das Verwerfungsmonopol des Bundesverfassungsgerichts gilt.

## Kontinuumsmechanik
Konstitutive Gleichungen formulieren beim Materialmodell den funktionalen Zusammenhang zwischen Materialgrößen und den Konstitutivvariablen.

## Betriebswirtschaftslehre
Konstitutive Entscheidungen sind in der Betriebswirtschaftslehre Entscheidungen, die grundsätzliche Fragen bei Unternehmensgründung sowie grundlegende Entscheidungen im Laufe des Lebens eines Unternehmens behandeln.